# Urgent
Urgent este o operă literară scrisă de Ion Luca Caragiale.  A fost publicată în 1901.